# Nicolás Hernández
Nicolas Hernández (Buenos Aires, 4 maggio 1979) è un ex calciatore argentino, di ruolo attaccante.

## Carriera
Dopo aver iniziato la propria carriera in Argentina, si trasferisce prima in Italia e poi in Cile con rispettivamente le maglie di Cremonese e Cobreloa.
Dal 2006 al 2008 ha giocato nella Major League Soccer statunitense, vincendola nel 2008 con il Columbus Crew.
Il 15 gennaio 2009 viene ingaggiato dalla squadra costaricana dell'Alajuelense.

## Palmarès
- MLS Supporters' Shield: 1

Columbus Crew: 2008
- Campionato MLS: 1

Columbus Crew: 2008